# 小行星5586
小行星5586是一颗围绕太阳公转的小行星。1990年9月9日，亨利·德波鸿诺在拉西拉天文台发现了此天体。
这颗小行星的绝对星等为52.80454等。